# Maksim Munzuk
Maksim Munzuk   (Mezjegej, 2 de maig de 1910 - Kizil, 28 de juliol de 1999) Maxim Monguzhukovich Munzuk (tuvinià: Максим Монгужук-оглу Мунзук) fou un actor rus, fundador del teatre regional tuvià. És conegut sobretot pel seu paper protagonista a la pel·lícula Dersu Uzala d'Akira Kurosawa.
Maksim Munzuk fou un artista versàtil i creatiu que era actor, director, cantant, recol·lector del folklore tradicional musical, compositor i professor. Va fer molts papers diferents.
Fou nomenat Artista del Poble de la RSFSR i rebé l'Orde de l'Amistat dels Pobles.

## Filmografia
- Loss of the Witness (Пропажа свидетеля) (1971), en el paper de Tykhe
- Dersu Uzala (Дерсу Узала) (1975), en el paper de Dersu Uzala
- Preliminary Investigation (Предварительное расследование) (1978)
- Siberiade (rus: Сибириа́да, Sibiriada) (1979), en el paper de Fedyka
- A Walk Worthy of Men (Прогулка, достойная мужчин) (1979)
- On the Lord's Track (По следу властелина) (1979)
- Last Hunting (Последняя охота) (1980)
- Valentine (Валентина) (1981), en el paper d'Ilya Eremeyev, un caçador Evenk
- Revenge (Месть) (1989)
- Pod severnym siyaniyem (1990), en el paper del Vell Niyako